# 奈良本辰也
奈良本 辰也（ならもと たつや、1913年12月11日 - 2001年3月22日）は、日本の歴史学者。立命館大学教授、部落問題研究所所長などを歴任。日本中世史、幕末史、特に郷里でもある長州藩に関係した著作多数。

## 経歴
出生から修学期
1913年、山口県大島郡小松志佐村（後に大島町を経て現・周防大島町）で生まれた。旧制岩国中学校（現：山口県立岩国高等学校）を経て、1935年3月旧制松山高等学校文科甲類を卒業。
京都帝国大学文学部国史学科に進学し、西田直二郎に師事した。1938年、同大学を卒業。卒業論文は『近世に於ける市民的世界観への通路－主として思想史に於ける商業資本の問題－』であった。
教員時代
1938年、兵庫県立豊岡中学校（現：兵庫県立豊岡高等学校）教諭となった。その時期の生徒に山田風太郎がいた。1939年には『京都市史』の編纂事業に従事。
太平洋戦争後
1945年、立命館大学専任講師に就いた。1947年に助教授、翌1948年に教授に昇格。文学部長も務め、部落問題研究所の所長も兼任した。同大学の花形教授であったが、1969年に大学闘争の激化の中で立命館大学教授を辞任した。
反共産党的な姿勢を明らかにしながら著述、講演などで活躍。大学アカデミズムの閉鎖性を批判し、私塾的な「奈良本研究室」を主宰した。それ以降は、京都イングリッシュセンター（現：京都国際外国語センター）の学院長、朝田教育財団理事、学校法人瓜生山学園理事などを務めた。
2001年に死去。

## 研究内容・業績
専門は日本近世史で、思想史や明治維新史の研究を手がけた。1960年代に入ってからは一般向けの歴史読物の執筆が多くなり、学園闘争の世情に反して左翼的主張が影を潜めていった。後年は戦国時代の一般書を多く出版し、「日本歴史の旅」『日本歴史の旅 戦国コース』（新人物往来社）などは広く読まれ、戦国史を啓蒙した書籍である。
雑誌『日本史研究』
林屋辰三郎たちと「日本史研究会」を結成して雑誌『日本史研究』を刊行した。林屋との関係については、林屋が大柄で奈良本が小柄だったため、「大辰小辰」と併称されたという。また立命館大学で同僚であり、「立命館大の二辰」とも呼ばれた。
奈良本辰也記念文庫
理事（後に顧問）を務めた学校法人瓜生山学園が運営する京都造形芸術大学では、芸術文化情報センター内に奈良本辰也記念文庫が置かれており、奈良本の蔵書や書斎の様子、遺品などが公開されている。

## 受賞歴
- 1962年：第16回毎日出版文化賞特別賞[9]
- 1966年：部落問題研究所の業績を認められ、代表者として朝日賞受賞
- 1986年：京都市文化功労者
- 1987年：第4回松本治一郎賞[9]
- 1995年：京都府文化賞特別功労賞

## 著書
- 『近代陶磁器業の成立』伊藤書店 1943
- 『日本近世史研究 明治維新の歴史的諸問題』白東書館 1948
- 『近世封建社会史論』高桐書院 1948
- 『維新史の課題 日本近世史研究』白東書館 1949
- 『日本の民主主義』福村書店(中学生歴史文庫) 1951
- 『吉田松陰』岩波新書 1951
  - 改版 1981年
  - 再版 岩波書店 1993
- 『日本経済史』三笠書房 1952
- 『京都の庭』河出書房(河出新書) 1955
- 『日本経済史概論』日本評論新社 1955
- 『部落問題』潮文社 1955
- 『二宮尊徳』岩波新書 1959
  - 再版 岩波書店 1993
- 『歴史の中の青年群像』創元社, 1960
- 『瀬戸内海の魅力』淡交新社, 1960
- 『女人哀歓 奈良・京都古寺巡礼』河出書房新社 1963
  - 文庫化 徳間文庫
- 『部落問題入門』汐文社 1963
- 『歴史の旅情』河出書房新社 1963
- 『歴史の人々 その青春像』人物往来社 1963
- 『京都百景』淡交社 1964
- 『現代の日本史』法律文化社(市民教室) 1964
- 『高杉晋作：維新前夜の群像』中公新書 1965
- 『維新と京都：明治百年京都の史跡めぐり』光村推古書院 1967
- 『隠岐 人と歴史』 淡交新社 1967
- 『坂本竜馬』三晃書房 1968
- 『明治維新論』徳間書店 1968
- 『戦闘者の姿勢 幕末動乱期の志士たち』徳間書店 1970
- 『京を綴って』駸々堂出版 1970
- 『変革者の思想 時代の壁を打ち破るもの』講談社現代新書 1970
- 『歴史のたてよこ』講談社 1971
- 『武士道の系譜』中央公論社 1971
  - 文庫化 中公文庫
- 『五輪書入門 宮本武蔵 個に勝ち、衆に勝ち、時代に勝つ』徳間書店 1972
  - 文庫化 徳間文庫
- 『歴史と私』実業之日本社 1972
- 『日本歴史の水源地 文藝春秋 1972
- 『不惜身命』 講談社 1973
  - 文庫化 徳間文庫
- 『吉田松陰 東北遊日記』(日本の旅人 15) 淡交社 1973
- 『幕末入門 激動期を日本人はどう生きたか』徳間書店 1973
- 『勝海舟と維新の旅 東京・京都・萩・長崎の幕末史跡めぐり』サンケイ新聞社出版局 1973
- 『もう一つの維新』新潮社, 1974
- 『江戸城あけわたし』ポプラ社 1975
- 『風土の中の史実』読売新聞社 1975
- 『叛骨の士道』中央公論社 1975
  - 文庫化 中公文庫 1978
- 『部落はなぜ残ったか』明治図書出版 1975
- 『維新の群像』徳間書店 1976
- 『暗殺の季節』創世記 1976
- 『小説 葉隠』 角川書店 1976
  - 文庫化 徳間文庫
- 『日本近世の思想と文化』 岩波書店 1978
- 『私の幕末』主婦の友社 1978
- 『洛陽燃ゆ』講談社 1978
  - 文庫化 徳間文庫
- 『昭和史と共に歩んだ青春 歴史家への道』文一総合出版 1978
- 『維新的人間像：新時代の予告者たち』日本放送出版協会(NHKブックス）1979 
  - 文庫化 徳間文庫
- 『骨董入門』平凡社カラー新書 1979
- 『京都歴史歳時記』 河出書房新社 1980
  - 文庫化 徳間文庫
- 『歴史に学ぶ 明治維新入門』潮出版社 1981
  - 文庫化 徳間文庫
- 『「狂」を生きる』PHP研究所 1981
  - 文庫化 徳間文庫
- 『志とは何か 歴史エッセイ集』旺文社文庫 1981
- 『楽天主義 いまどう生きるか』番町書房 1981
- 『人物を語る 激動期の群像』潮出版社 1981
- 『幕末群像：大義に賭ける男の生き方』ダイヤモンド社 1982
- 『高杉晋作：青春と旅』旺文社・人物グラフィティ 1983
- 『歴史と風景』芸艸堂 1983
- 『あ丶東方に道なきか：評伝前原一誠』中央公論社 1984
  - 文庫化 徳間文庫
- 『日本地酒紀行』淡交社 1985
  - 文庫化 河出文庫
- 『日暮硯：信州松代藩奇跡の財政再建』講談社 1987
- 『武田信玄はジンギスカンだった：不敗の男『信玄』形成の条件』角川書店 1987
  - 改題文庫化『武田信玄』角川文庫
- 『骨董亦楽』芸艸堂 1988
- 『次の時代をつくる「志」の研究』世界文化社 1989
- 『維新の詩』河合出版 1990
- 『日暮硯紀行』信濃毎日新聞社 1991
- 『志ありせば吉田松陰』廣済堂出版 1992
  - 改題『新篇 吉田松陰』たちばな出版 2004
- 『武士の道』アートデイズ 2002[13]

### 著作集・選集
- 『奈良本辰也自選　歴史を往く』(全5巻) 学習研究社 1977[14]

- 『奈良本辰也選集』(全7巻) 思文閣出版 1981-1982

1. 1巻『師あり友あり』
2. 2巻『維新に生きる』
3. 3巻『歴史の甲乙』
4. 4巻『心ぞ翔ばん』
5. 5巻『美の風景』
6. 6巻『炉辺に語る』
7. 別巻『初期論文集』

### 訳・校注
- 『統道真伝』(全2巻) 安藤昌益著、岩波文庫1966-67
  - 復刊 1996年
- 『葉隠』(日本の名著 17) 責任編集・駒敏郎共編訳、中央公論社 1969 
  - 再版 (全2巻) 中公クラシックス
  - 文庫化 編訳、角川文庫 1977
  - 再版 三笠書房 2004
  - 文庫化 知的生きかた文庫
- 『吉田松陰集』(日本の思想 19) 筑摩書房 1969
  - 改題文庫化『吉田松陰著作選 留魂録・幽囚録・回顧録』講談社学術文庫 2013
- 『近世政道論』(日本思想大系 38) 岩波書店 1976
  - 新版 1995年
- 『武士道』新渡戸稲造著、三笠書房 1983
  - 新版
- 『世事見聞録 武陽隠士』補訂、本庄栄治郎校訂、岩波文庫 1994

### 講演
- CD版 宮本武蔵と「五輪書」全4巻＋解説冊子 アートデイズ

### 編著・共著
- 『未解放部落の社会構造』部落問題研究所 1954
- 『未解放部落の歴史と社会』日本評論新社 1956
- 『未解放部落』潮文社 1956
- 『近世日本思想史研究』河出書房新社 1965
- 『明治維新人物事典』幕末篇 至誠堂 1966
- 『町人の実力』(日本の歴史 17) 中央公論社 1966
  - 文庫化改版 2005年
- 『京都故事物語』河出書房新社 1967
  - 文庫化
- 『体験的昭和史』前芝確三共著、雄渾社 1968
- 『日本の私塾』淡交社 1969
  - 文庫化 角川文庫 1974
- 『幕末志士の手紙』学芸書林 1969
- 『日本の藩校』淡交社 1970
- 『江戸時代前期・後期』(日本文化の歴史 10,11) 学研 1970
- 『素顔の京都』実業之日本社 1972
- 『忘れられた殉教者：日蓮宗不受不施派の挑戦』高野澄共著 小学館 1972
  - 再版 小学館ライブラリー
- 『謎の日本海賊』高野澄共著、祥伝社ノン・ブックス 1972
- 『京都の謎』高野澄共著、祥伝社ノン・ブックス 1972
  - 文庫化
- 『平家絵巻』駒敏郎共著、新人物往来社 1972
  - 文庫化 徳間文庫
- 『貝原益軒 養生訓入門』高野澄共著、徳間書店 1974
- 『日本史の人間像 奈良本辰也対談集』新人物往来社 1975
- 『歴史の視点』色川大吉・小木新造共編、日本放送出版協会 1975
- 『歴史を学ぶ人のために』世界思想社 1975
- 『佐久間象山』左方郁子共著 清水書院 1975
  - 新版 2014年
- 『吉田松陰：この劇的なる生涯』真田幸隆共著、角川文庫 1976
- 『味雑事談 対談集』芸艸堂 1976
- 『日本文化史 川崎庸之共編、有斐閣新書 1977
- 『吉田松陰を語る』大和書房 1977
  - 新版 1990・2015年
- 『適塾(緒方洪庵)と松下村塾(吉田松陰)』高野澄共著、祥伝社ノン・ブック 1977
- 『西郷隆盛』高野澄共著、角川選書 1979
  - 文庫化改題『西郷隆盛語録』角川ソフィア文庫
- 『英雄裁判』会田雄次共編 徳間書店 1979
- 『日本派閥考 幕末維新の巻』平凡社 1980
- 『絢爛たる町人文化の開花：幕末・維新をいろどる群像』(日本歴史展望 9,10) 旺文社 1981
- 『覇者の系譜』会田雄次共著、廣済堂出版 1981
- 『京都百話 角川書店, 1984 のち角川ソフィア文庫
- 『吉田松陰のすべて 新人物往来社 1984
  - 改題新版『吉田松陰と松下村塾のすべて』KADOKAWA
- 『日本と中国：陳舜臣対談』徳間書店 1986
  - 文庫化
- 『明治維新の東本願寺』百瀬明治共著、河出書房新社 1987
- 『図説 幕末・維新おもしろ事典』監修、三笠書房 1989
- 『図説 戦国武将おもしろ事典』監修、三笠書房 1990
- 『高杉晋作をめぐる群像』青人社 1993
- 『日本の滝紀行』(上下巻) 坂口チクロー写真、舞字社 1997